# Nomenclator Botanicus. Editio secunda
Nomenclator Botanicus. Editio secunda, (abreujat Nomencl. Bot. (ed. 2)), és un llibre amb il·lustracions i descripcions botàniques que va ser escrit pel metge i naturalista alemany Ernst Gottlieb von Steudel. Va publicar entre 1821 a 1824 el seu treball Nomenclator botanicus. Nomenclator botanicus. En la segona edició, que va aparèixer en els anys 1840-1841, enumera 6.722 gèneres i 78.005 espècies.